# 木下大輔
木下 大輔（きのした だいすけ、1974年2月9日 - ）は、日本の天文学者。台湾国立中央大学天文研究所教授。小惑星彗星等の太陽系小惑星の専門家。
1974年東京都杉並区生まれ。父は大学の経済学教授。1998年東北大学卒、2000年東京理科大学大学院修士課程修了。2003年総合研究大学院大学博士課程修了後、台湾へ渡り国立中央大学天文研究所に入り研究員を担当。現在、同研究所教授。